# Lucius Wolcott Hitchcock

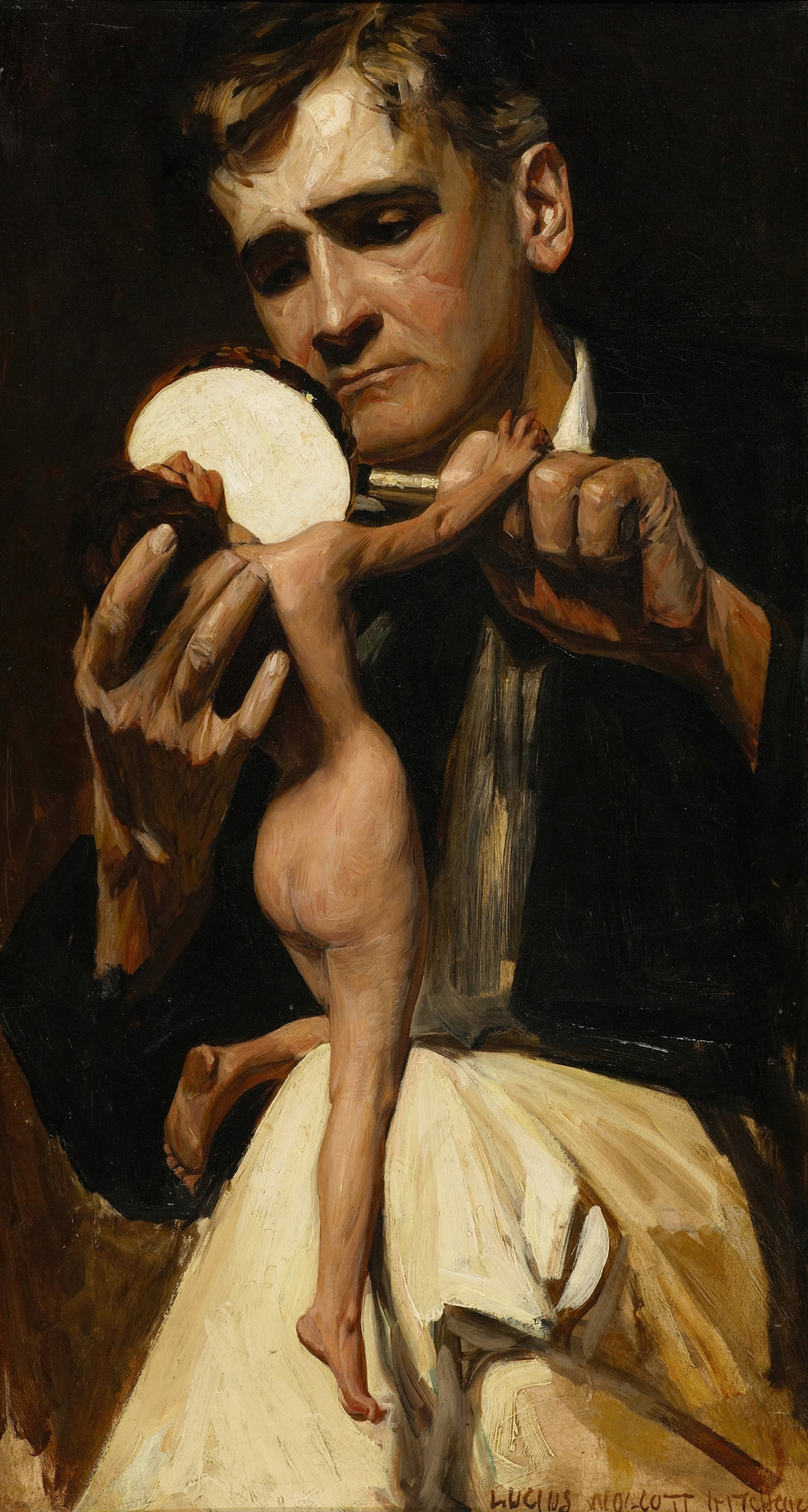
Illustration für die Kurzgeschichte Back There in the Grass von Gouverneur Morris, die in der Ausgabe des Collier’s vom 16. Dezember 1911 erschien

Lucius Wolcott Hitchcock (* 2. Dezember 1868 in West Williamsfield, Ohio; † 13. Juni 1942 in New Rochelle, New York) war ein US-amerikanischer Maler, Illustrator und Kunstpädagoge.

## Leben
Lucius Hitchcock wurde 1868 in West Williamsfield im US-Bundesstaat Ohio geboren. Er studierte in Paris an der Académie Julian bei Jules-Joseph Lefebvre, Benjamin Constant und Jean Paul Laurens. Im Jahr 1894 zog er nach Buffalo und begann kurz darauf mit der Buffalo Society of Artists auszustellen. Ab 1895 unterrichtete er auch an der Buffalo Art Students League und blieb dort bis 1899. 1905 verließ er Buffalo und zog nach New York, um an der William Chase School zu unterrichten.
Im Laufe seiner Karriere stellte Hitchcock in den Vereinigten Staaten und im Ausland aus. In den Jahren 1892 und 1893 stellte er auf dem Salon de Paris aus und gewann 1900 in Paris eine Silbermedaille für Illustration. Außerdem nahm er 1901 an der Pan-American Exposition in Buffalo teil. Auf der Weltausstellung in St. Louis 1904 erhielt er eine Bronzemedaille für Malerei. Seine Werke wurden in zahlreichen wichtigen Publikationen veröffentlicht, darunter Scribner's, Woman's Home Companion und Harper's Monthly. Hitchcock war Mitglied der Buffalo Society of Artists, deren Präsident er von 1898 bis 1900 war. Er war auch eines der ersten Mitglieder der Society of Illustrators und trat 1904 dem Salmagundi Club und der New Rochelle Art Association bei. Lucius Hitchcock starb 1942 in New Rochelle, New York.

## Werk
Lucius Hitchcock war bekannt für seine Figuren- und Porträtmalerei sowie für Illustrationen. Seine Arbeiten erschienen in bedeutenden Magazinen. Ein Beispiel seiner Werke ist das Gemälde Cigarette Girl, das sich in der Sammlung des Buffalo Club befindet.
Eine Auswahl von Büchern, die mit Lucius Hitchcocks Illustrationen veröffentlicht wurden:
- Margaret Deland: Dr. Lavendar's People, Harper and Brothers, New York City, 1903
- Kate Jordan: The Creeping Tides: a Romance of an Old Neighborhood, Little, Brown and Company, Boston, 1913
- Basil King: The Wild Olive: A Novel, Grosset and Dunlap, New York City, 1910
- Eleanor H. Porter: Dawn, Houghton Mifflin Company, New York City, 1919
- Mark Twain: A Horse's Tale, Harper and Brothers, New York City, 1907